# Asamkirche (München)

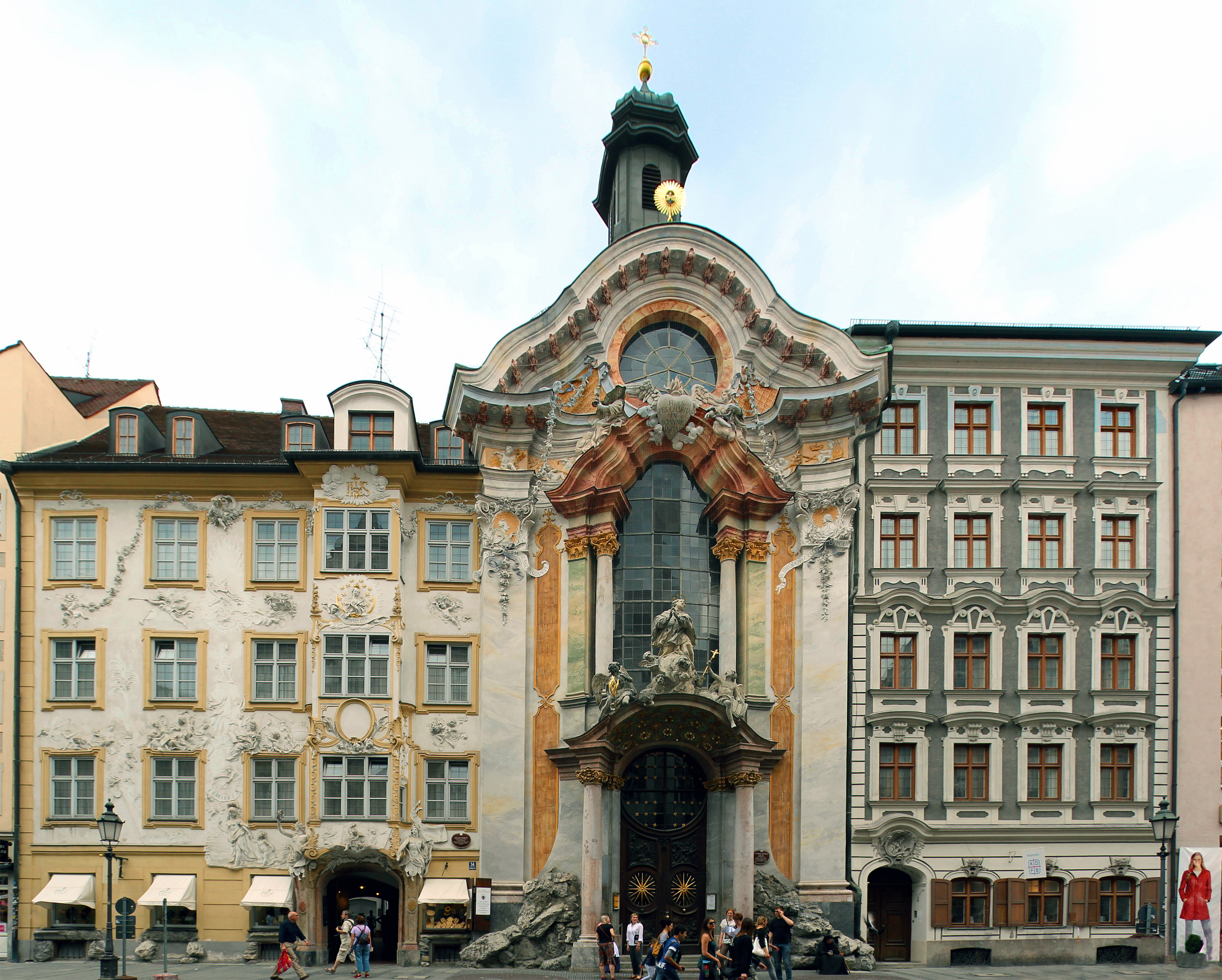
Asamhaus, Asamkirche und Priesterhaus (Sendlinger Straße 34, 32 und 30)

Die Asamkirche (offiziell St. Johann Nepomuk) in der Sendlinger Straße in Münchens Altstadt wurde von 1733 bis 1746 von den Brüdern Asam (Cosmas Damian Asam und Egid Quirin Asam) errichtet. Sie gilt als eines der bedeutendsten Bauwerke der beiden Hauptvertreter des süddeutschen Spätbarocks. Die Asamkirche steht bereits an der Schwelle zum Rokoko, doch tritt hier die typische Leitform im Ornament, die Rocaille, noch nicht auf. Die Kirche ist eine Filialkirche von St. Peter.

## Entstehung
Die Kirche sollte ursprünglich als Kapelle der inzwischen in München ansässigen Brüder Asam entstehen. Nachdem es Egid Quirin Asam zwischen 1729 und 1733 gelungen war, mehrere neben seinem Wohnhaus gelegene Grundstücke zu erwerben, errichtete er ab 1733 zusammen mit seinem Bruder Cosmas Damian dort die Kirche St. Johann Nepomuk. Die Grundsteinlegung erfolgte 1733 am Fest des heiligen Nepomuk durch Kurprinz Maximilian Joseph von Bayern. 1734 waren der untere Teil des Hochaltars und zwei Seitenaltäre schon in Benutzung. 1738 arbeitete Egid Quirin Asam am Chor. Die noch unvollendete Kirche wurde am 1. Mai 1746 geweiht.

### Renovierungen

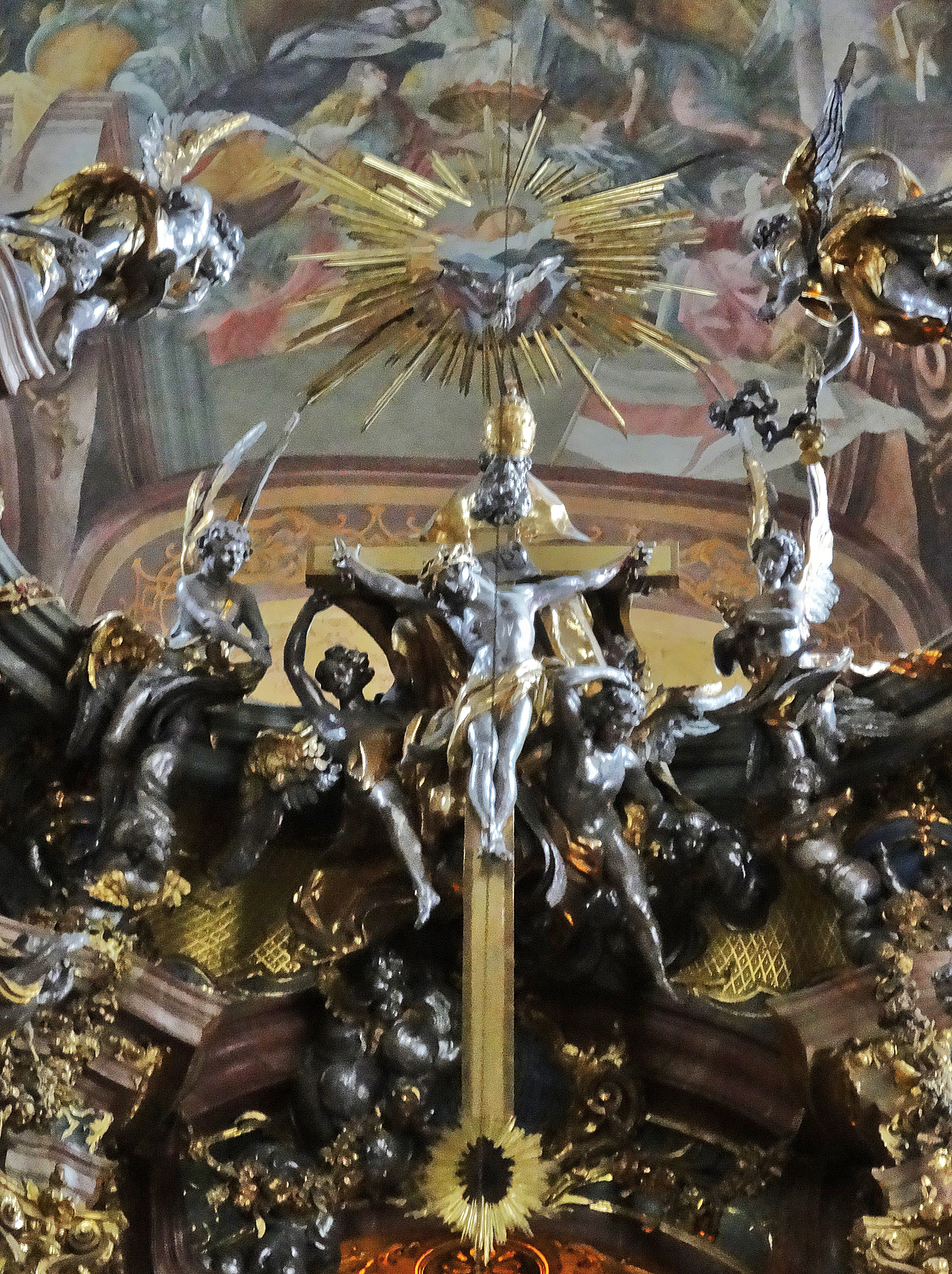
Gnadenstuhl im Chor

Im Zweiten Weltkrieg wurden 1944/45 die Sakristei, Chormauer und Dachreiter der Kirche schwer beschädigt. Das Gewölbe erlitt Brandschäden. Außerdem gingen fünf Gemälde verloren. Eine erste Sicherung der Schäden erfolgte 1946 bis 1948. Der Wiederaufbau der Fassade erfolgte 1973 durch Enno Burmeister. Der Dachreiter wurde 1975 wiederhergestellt. Die Fassade wurde 1983 renoviert, das Innere 1975-1983 durch Erwin Schleich. Es entstanden die Lichtöffnung im Chor sowie ein neuer Altarbereich. 2009 erfolgte eine Reinigung und Restaurierung des Innenraums. Nachdem 2022 Fassadenteile herabgefallen waren, wird über das Konzept einer neuerlichen Fassadenrenovierung diskutiert. 

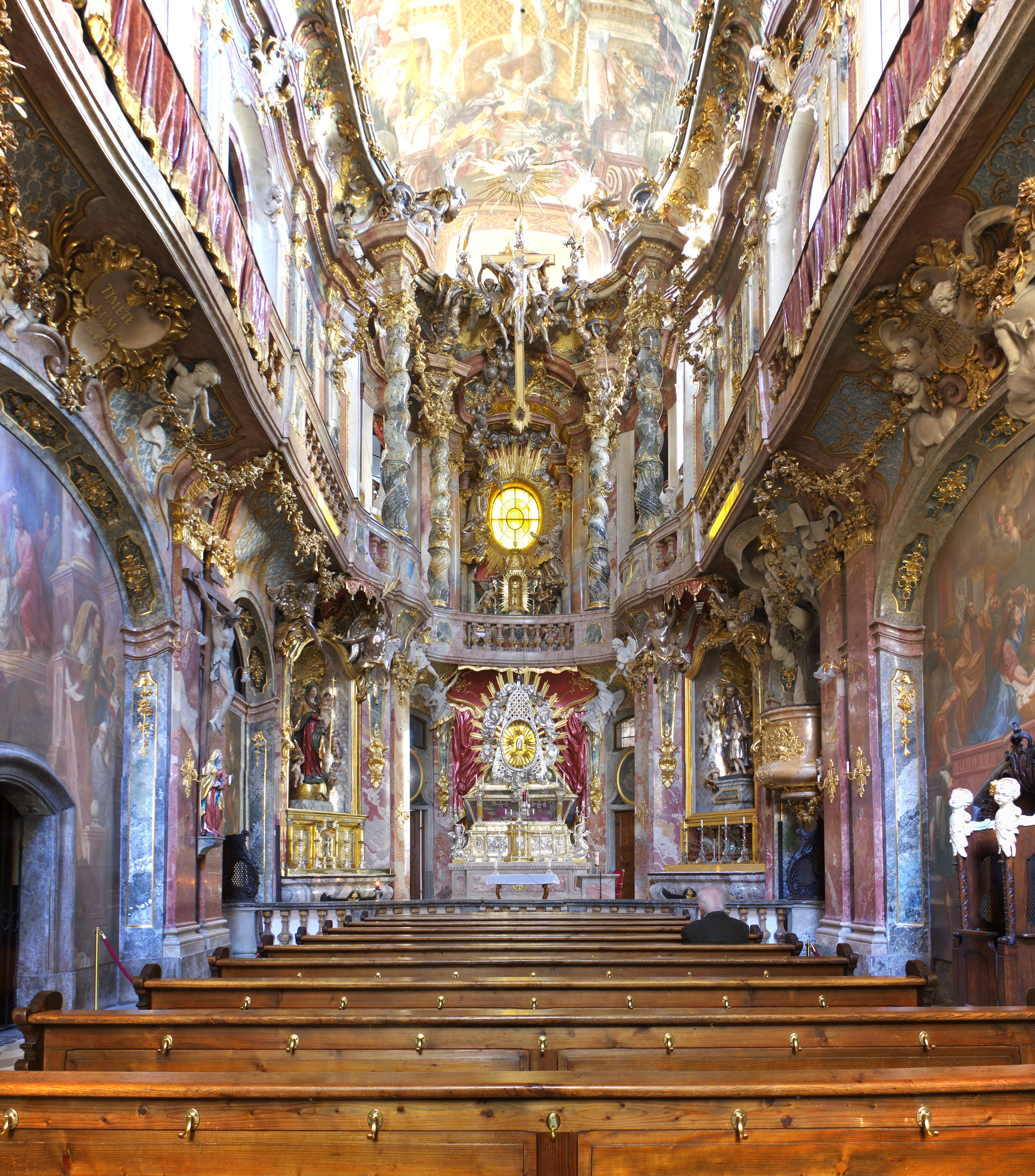
Innenansicht

## Architektur
Die Kirche wurde ohne Auftrag und als Privatkirche zur höheren Ehre Gottes und zum Seelenheil der Baumeister errichtet. Das ermöglichte den Brüdern auch, unabhängig von den Vorstellungen von Auftraggebern zu bauen. Die Kirche ist noch von den Vorstellungen des römischen Barocks geprägt, während im Jahr der Grundsteinlegung mit St. Anna im Lehel bereits die erste Rokokokirche Bayerns vollendet worden war. Durch die gewonnene künstlerische Freiheit konnte Egid Quirin Asam gleich einem Monarchen durch ein Fenster aus seinem Privathaus direkt auf den Hochaltar blicken. Obwohl die Kirche eigentlich als Privatkirche geplant war, mussten die Gebrüder sie nach Protesten der Bevölkerung öffentlich zugänglich machen. Egid Quirin Asam konzipierte die Kirche als Beichtkirche für die Jugend. So enthält sie sieben Beichtstühle mit allegorischen Darstellungen. Die Kirche ist gewestet und nicht wie üblich geostet, das heißt, der Hochaltar befindet sich im Westen.

### Fassade
Die spätbarocke Fassade ist eingebunden in die Häuserflucht der Sendlinger Straße. Sie wirkt ausgesprochen steil und schwingt konvex vor. Große Pilaster mit Fantasiekapitellen flankieren Portal und Obergeschossfenster. Während die rahmenden Pilaster konkav einschwingen, schwingt die Fassadenmitte konvex vor. Ein großer, aus geschwungenen Gebälkstücken zusammengesetzter Giebel schließt die Fassade ab. Der kleine Glockenturm ist etwas nach hinten versetzt. Die gesamte Fassade scheint aus einem Felssockel emporzuwachsen. Sowohl Portal wie Fenster werden von Säulen gerahmt. Während das Portal einen geschweiften Giebel trägt, trägt das Hochfenster eine verkleinerte Fassung des Hauptgiebels. Auf dem Portalgiebel ist der Heilige Nepomuk dargestellt, den Giebel des Fensters bekrönen Darstellungen der drei geistlichen Tugenden. In den Kapitellen der Pilaster sind Kaiser und Papst dargestellt.

### Innenraum
Die Asamkirche entstand auf engstem Raum, das Grundstück misst nur 22,2 mal 8,8 m. Umso erstaunlicher ist die Leistung der beiden Baumeister, denen es gelang, im zweistöckigen Innenraum Architektur, Malerei und Plastik harmonisch zu einem Gesamtkunstwerk zu verbinden. Insbesondere die indirekte Lichtführung im Chorbereich ist gelungen: Hinter dem Hauptgesims versteckte Fenster beleuchten die Dreifaltigkeitsfiguren effektvoll von hinten. Das Hauptgesims scheint durch seine geschwungene Führung auf- und abzuwogen.
Den Grundriss bildet ein schmales Längsrechteck. Es besteht aus drei Teilen: querovaler Vorraum mit Orgelempore, längsgerichteter Gemeinderaum, querovaler Altarraum. Alle drei Räume besitzen abgerundete Ecken. Der Altarraum ist eingezogen.
Der Innenraum der Kirche ist auffallend steil proportioniert. Der Aufriss ist zweigeschossig. Beide Geschosse werden an den Längswänden durch drei Nischen gegliedert, wobei die mittlere Nische breiter ist. Pilaster, im Obergeschoss Hermenpilaster, rahmen die Nischen. Sowohl der umlaufende Balkon als auch das Hauptgebälk kragen mit kräftigen Hohlkehlen vor. Deshalb ist der Ansatz des Gewölbes den Blicken der Besucher entzogen. Besonders raffiniert ist die Lichtführung, wobei die Helligkeit von unten nach oben zunimmt. Der unterste Abschnitt ist relativ dunkel gehalten. Die Gestaltung hier symbolisiert die Leiden der Welt. Der zweite Abschnitt ist heller gehalten und war dem Kaiser vorbehalten. Drei Jahre vor der Weihe der Kirche, im Jahre 1742, hatte der bayrische Kurfürst Karl Albrecht die Kaiserwürde erlangt. Der oberste Abschnitt mit seiner indirekt beleuchteten Deckenmalerei ist Gott und der Ewigkeit gewidmet.
Bei einem Bombenangriff 1944 wurde der Chor stark beschädigt, erst mit der 1975 bis 1983 erfolgten Innenrestaurierung wurde nach Quellenstudium ein hypothetisches ursprüngliches Erscheinungsbild des Chors hergestellt.

## Ausstattung

### Vorraum
Im Vorraum befindet sich beidseits je ein Beichtstuhl, darüber stehen links der Apostel Petrus, rechts der hl. Hieronymus als lebensgroße Stuckfiguren. Der hl. Petrus ist mit zwei Schlüsseln für Binden und Lösen auf Erden und im Himmel (Matthäus 16,19 ) dargestellt. Links neben der Nische des hl. Hieronymus ist das Zech-Epitaph von Ignaz Günther zu sehen, geschaffen für Johann Nepomuk Joseph Freiherr von Zech (1757–1758). Aus Hermenpilastern entwachsen in den Vorraumecken Halbfiguren der vier Erzengel. Die flache Decke zeigt Wolkenbänke vor blauem Himmel und in der Mitte eine Sonne mit punktiertem Strahlenkranz.

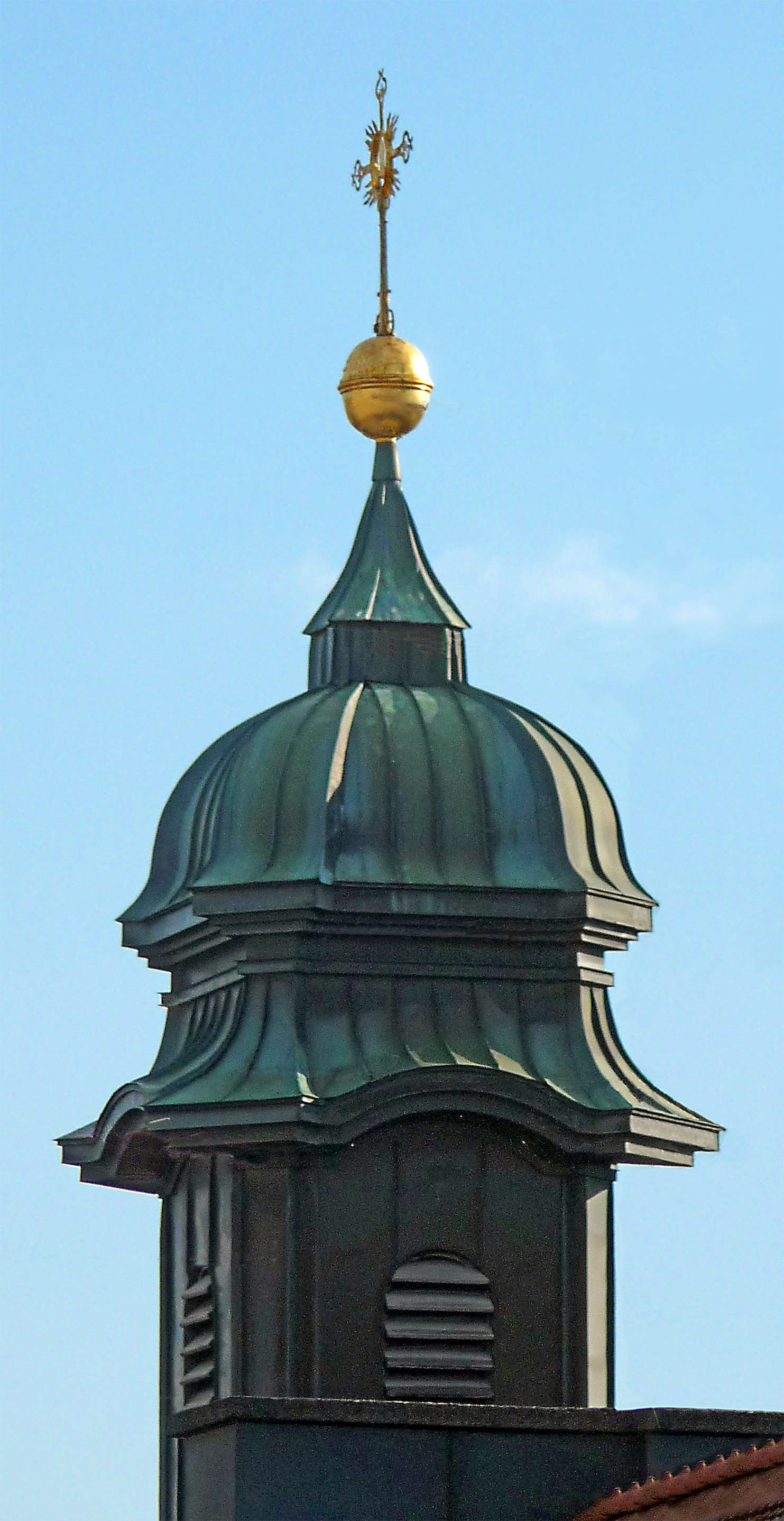
Türmchen der Asamkirche.
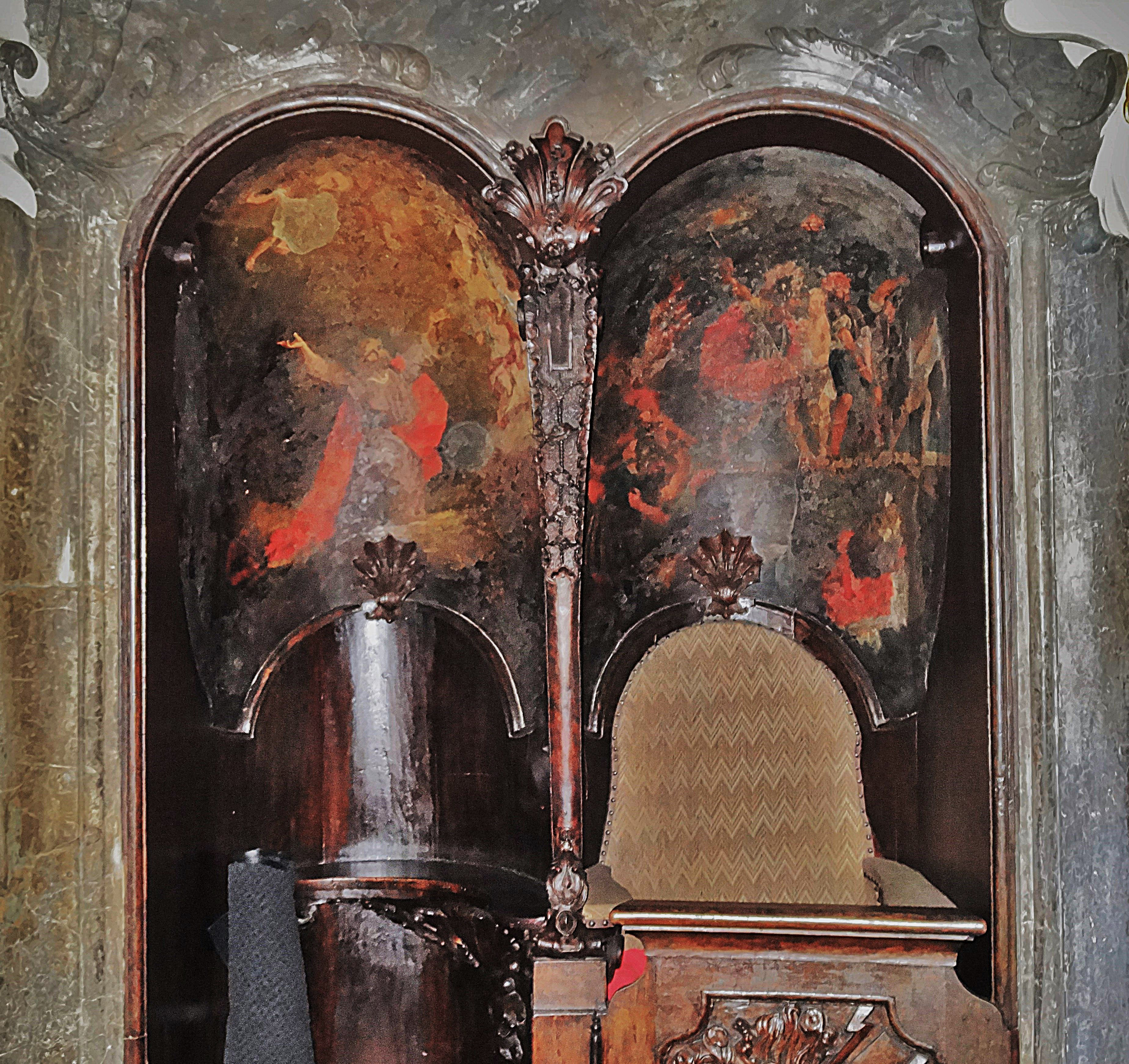
Blick in den Beichtstuhl auf der linken Seite des Vorraumes
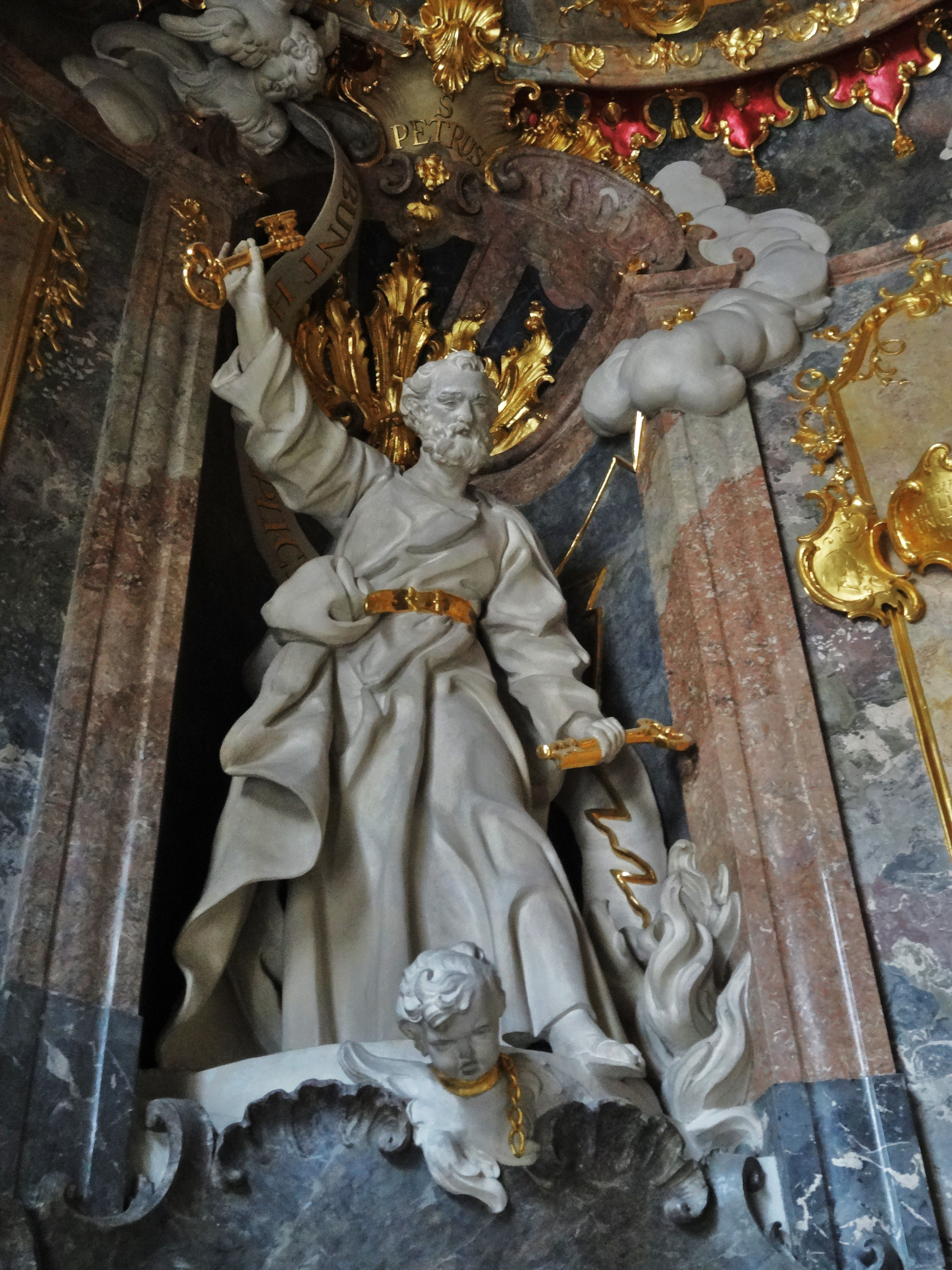
Statue des Apostels Petrus mit den beiden Schlüsseln für Erde und Himmel
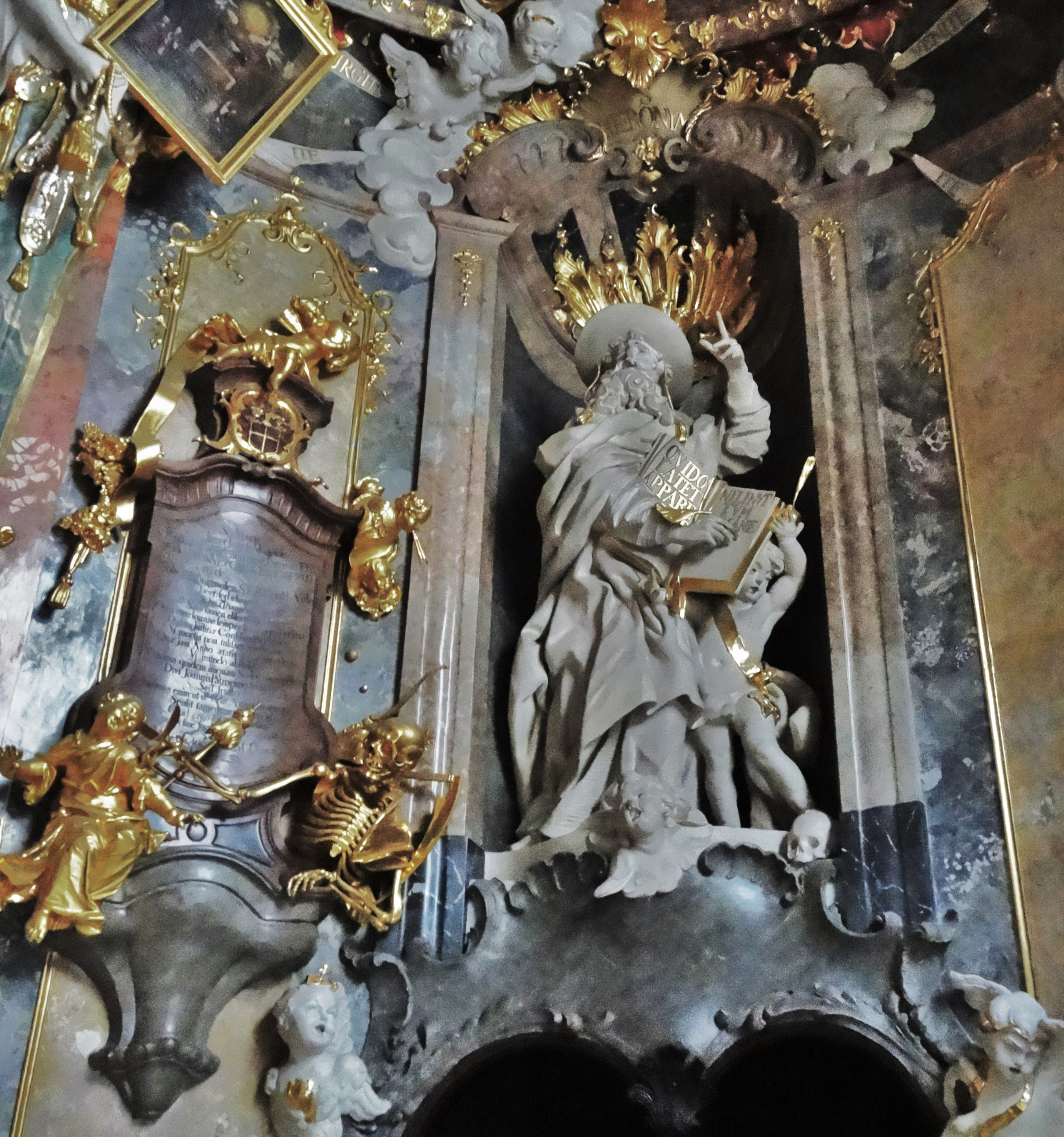
Stuckfigur des hl. Hieronymus, daneben das von Ignaz Günther geschaffene Epitaph für Johann Nepomuk Joseph Freiherr von Zech (1757–1758)
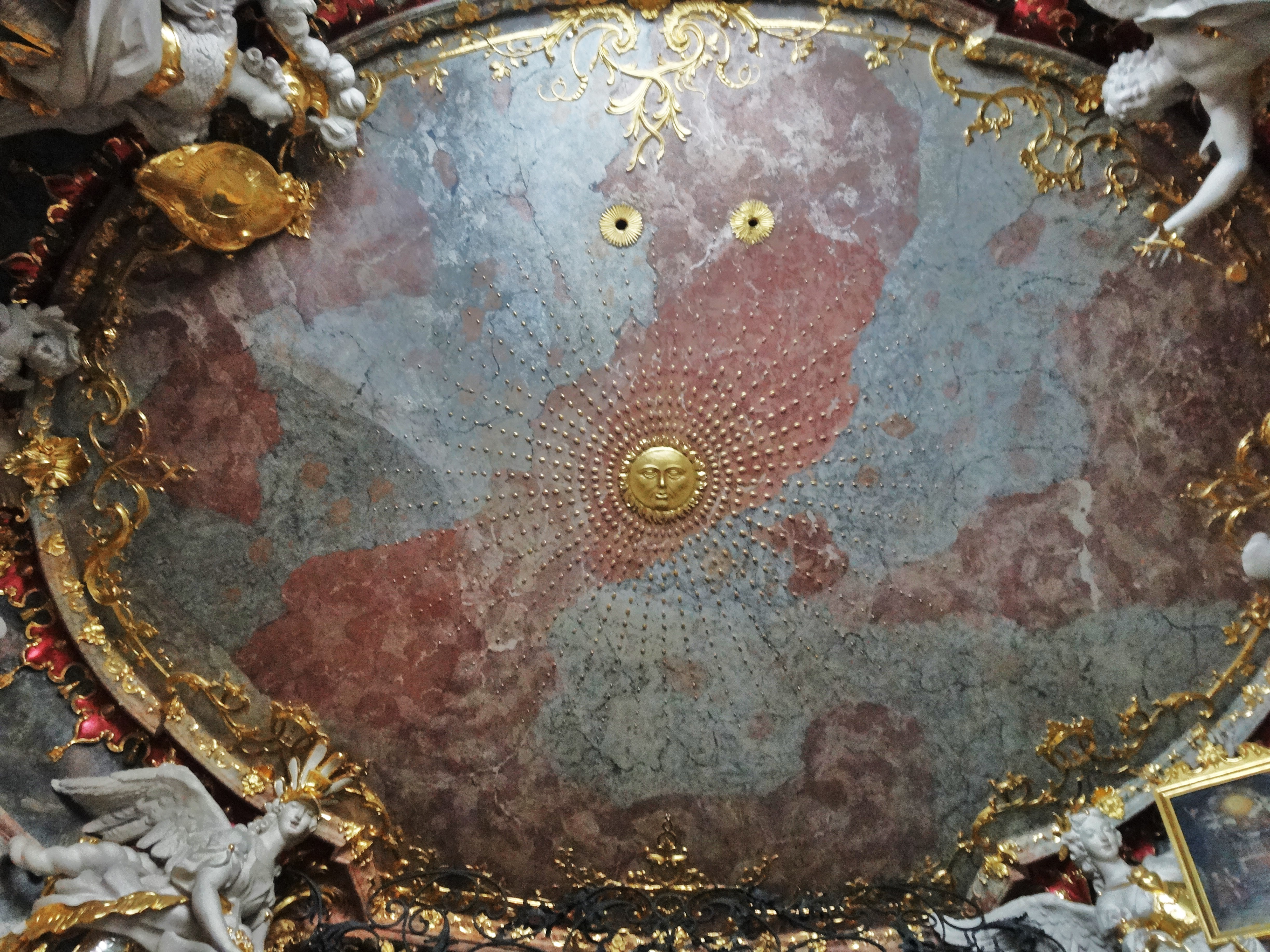
Die Decke des Vorraumes

### Hochaltar
Der Hochaltar ist doppelgeschossig. Altarmensa, Reliquienschrein und Tabernakel nehmen das untere, die Säulenarchitektur mit Auszug das obere Geschoss ein. Unterhalb des von anbetenden Engeln flankierten Tabernakels ist in einem gläsernen Schrein eine Reliquie des hl. Johannes Nepomuk aufbewahrt. Vier gewundene Freisäulen erheben sich auf Postamenten, die in die Emporenbalustrade eingebunden sind. Die gewundenen Säulen zitieren Berninis Altar über dem Petrusgrab in St. Peter in Rom. Vergoldete Blumengehänge verbinden vordere und hintere Säulen. Auf den Kapitellen stehen Ziervasen. Seitlich stehen auf Konsolen und vor Nischen Heiligenfiguren, links Johannes der Täufer, rechts Johannes der Evangelist. Zentrum des Hochaltars ist heute die Figurengruppe des Heiligen Nepomuk und der Maria Immaculata sowie ein durchbrochenes Fensteroval mit gelbem Glas. Als Rahmung dienen erneut vier, diesmal aber glatte Säulen. Ursprünglich befand sich hier eine in Silber gefasste Stuckarbeit Eguid Quirin Asams sowie „ein gross rundes Fenster“. Beides wurde aufgrund von Nässeschäden 1820 durch ein Gemälde ersetzt. Dieses Altargemälde ging 1944/45 verloren. An dessen Stelle öffnet sich heute im oberen Altarbereich das bei der Renovierung der 1970er Jahre hinzugefügte Ovalfenster. Der Altarauszug über dem vielfach geschwungenen Gebälk zeigt eine vollplastische Darstellung des Gnadenstuhls, auf dem Gottvater mit der dreifachen päpstlichen Tiara auf dem Haupt den gekreuzigten Erlöser zwischen schwebenden Engeln präsentiert.

### Seitenaltäre
Die Seitenaltäre befinden sich im Untergeschoss links und rechts des Chors. Sie sind ähnlich aufgebaut: Aus schräggestellten Hermenpilastern wachsen Engelfiguren hervor, die einen Baldachin halten. Die Figuren stehen in halbrunden, mit einem geschweiften Bogen schließenden Nischen: links die sternenbekrönte Maria, die Schlange auf der Weltkugel zertretend, rechts der Heilige Joseph, das Jesuskind führend. Jeweils sechs Engelgestalten umflattern Maria bzw. Joseph.
Im Vergleich mit einer gewöhnlichen barocken Pfarrkirche weist die Asamkirche aufgrund ihrer Eigenschaft als Privatkirche eine Eigentümlichkeit auf: Das gegenüber der Kanzel angebrachte Kruzifix ist zu niedrig aufgehängt. In Barockkirchen soll dieses höher als die Kanzel hängen, so dass auch der Prediger zu Jesus aufschauen muss.

### Deckengemälde, Fresken und Stuckreliefs
Das Deckenbild thematisiert das Leben des 1729 heilig gesprochenen Titelheiligen Nepomuk. An den Bildrändern werden Ereignisse aus dem Leben Nepomuks gezeigt: Die Beichte der Königin, Nepomuk hilft in Prag Kranken und Notleidenden (mit dem steilen Kirchturm des St.-Veits-Doms), Nepomuk bei der Predigt, Verfolgung, Festnahme, Martyrium Nepomuks sowie das Auffinden des Leichnams. Im Zentrum ist Maria mit Heiligen auf Wolkenbänken dargestellt. Im Ostteil, über der Empore, thront Maria unter einem Säulenoktogon. Zu ihren Füßen sind Heilige versammelt.
Im Obergeschoss befinden sich in den Mittelnischen Fresken. Dargestellt sind auf dem Fresko links Pilger, das Grab Nepomuks besuchend, und auf dem Fresko rechts die Präsentation der Zungenreliquie des Heiligen.

Auf dem vorkragenden Gewölbegesims befinden sich in bewegten Rahmungen insgesamt zehn versilberte Stuckreliefs. Sie zeigen Begebenheiten aus dem Leben des Heiligen Nepomuk. 

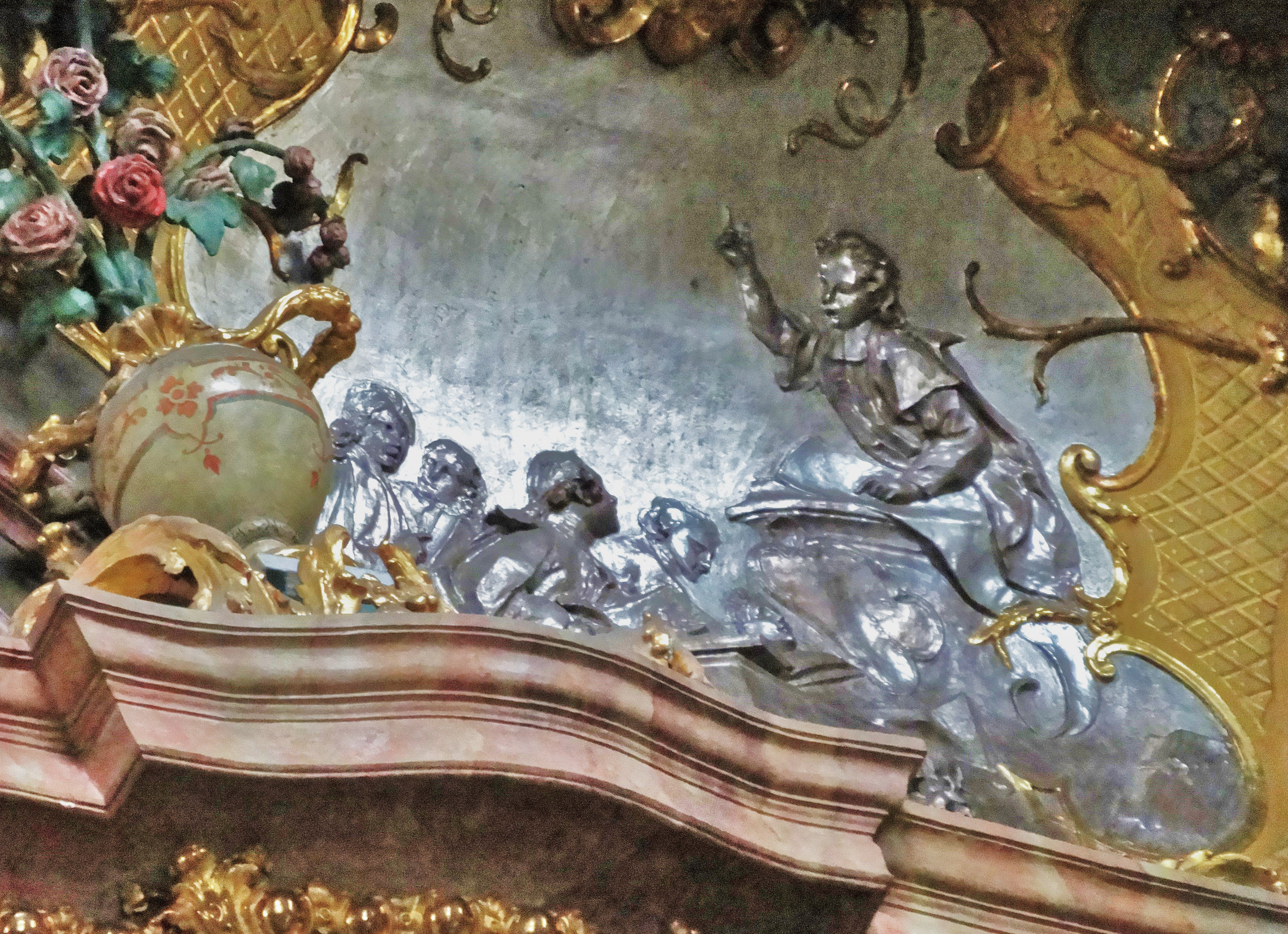
Das versilberte Stuckrelief unter dem Gewölbesims zeigt den hl. Johann Nepomuk als Lehrer vor Studenten
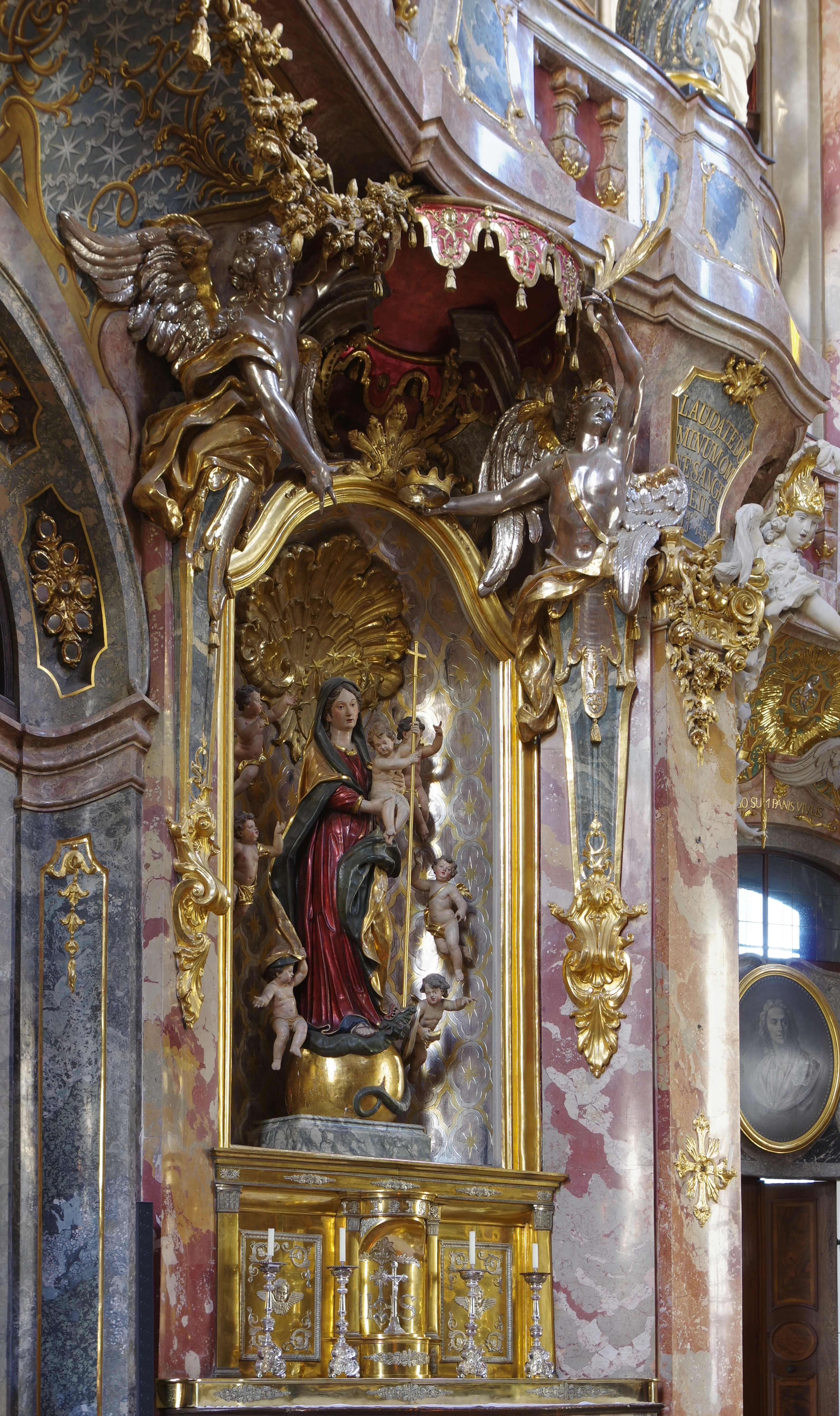
Marienaltar (linker Seitenaltar)
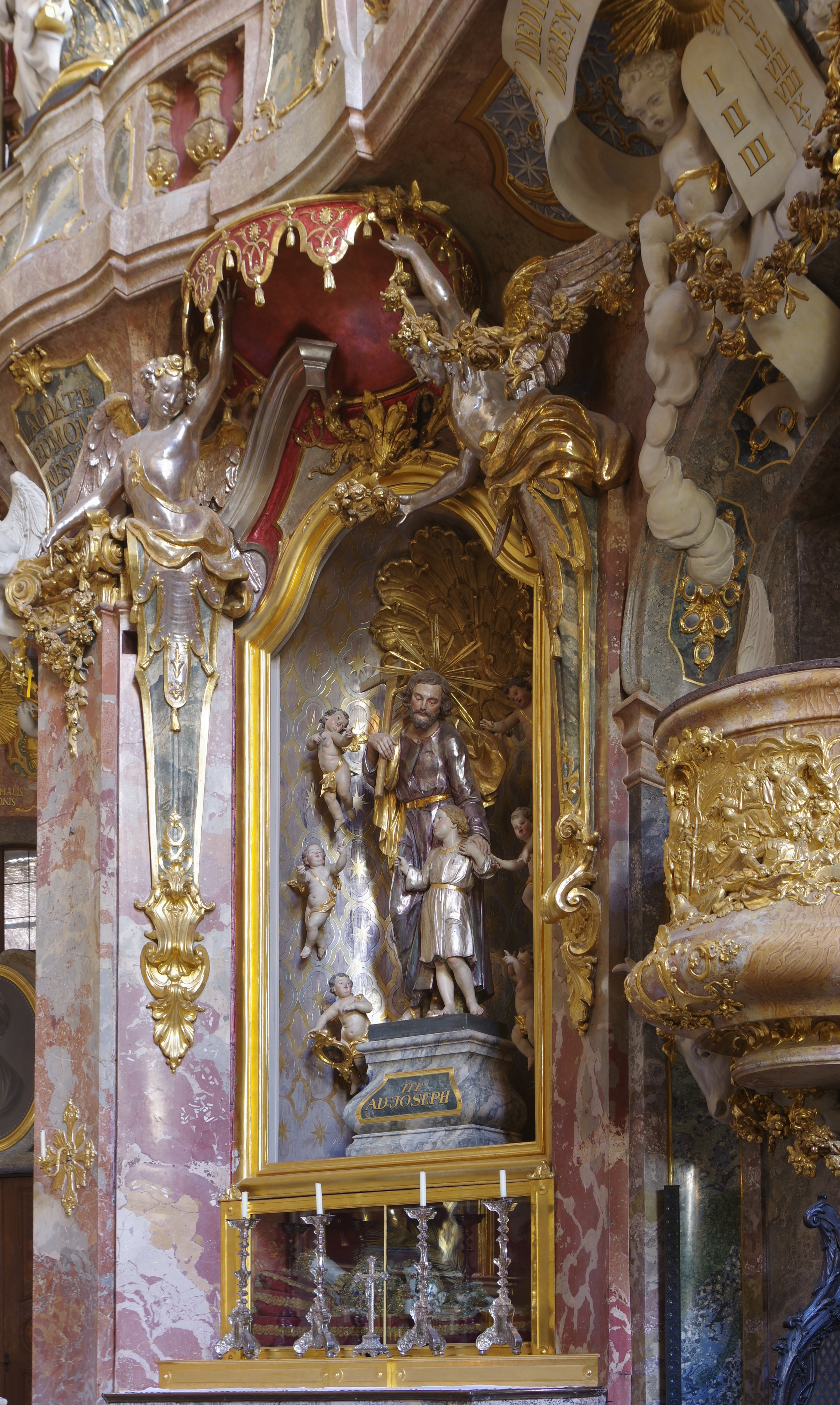
Josephsaltar (rechter Seitenaltar)
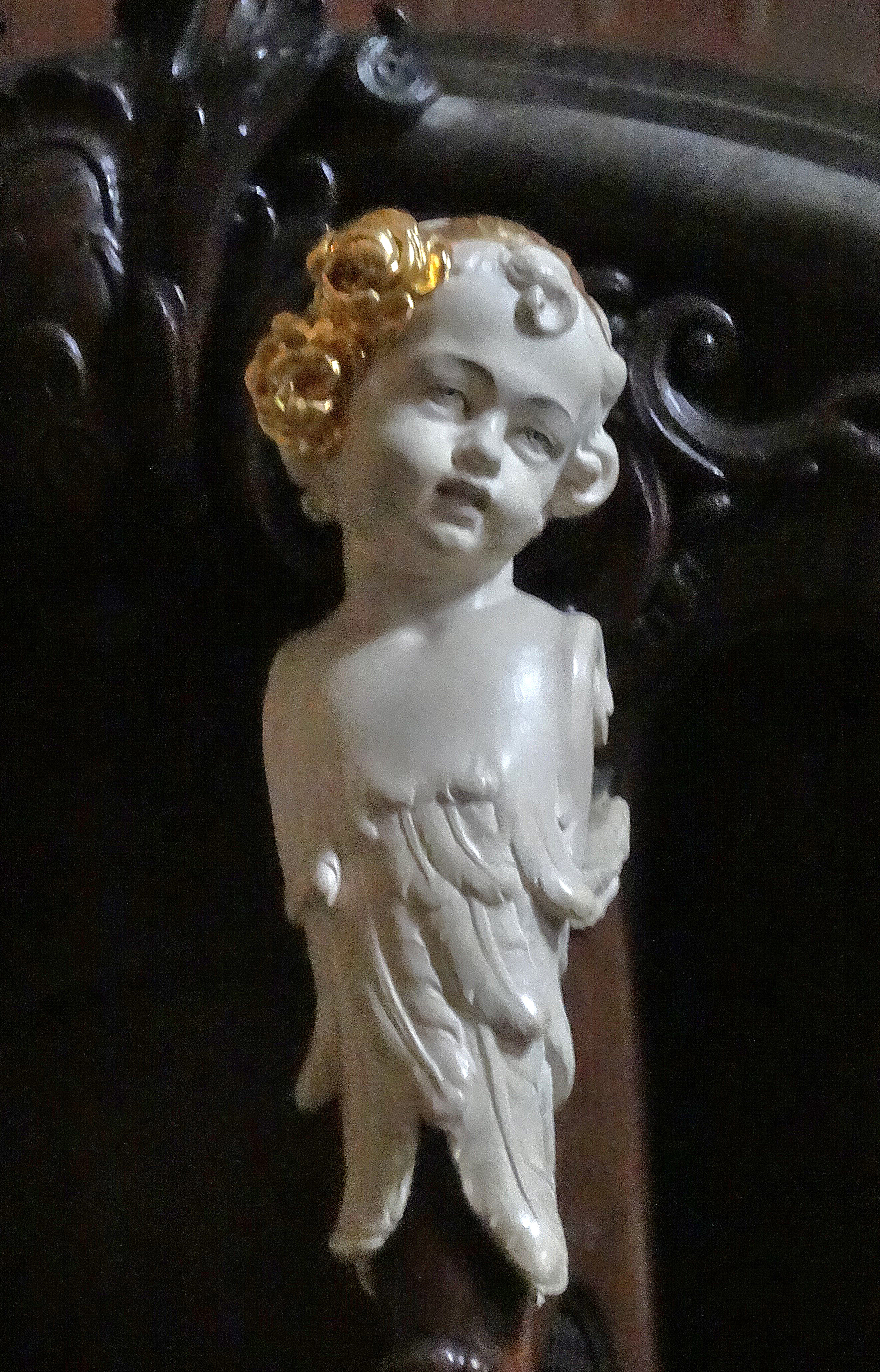
Putte an einem Beichtstuhl
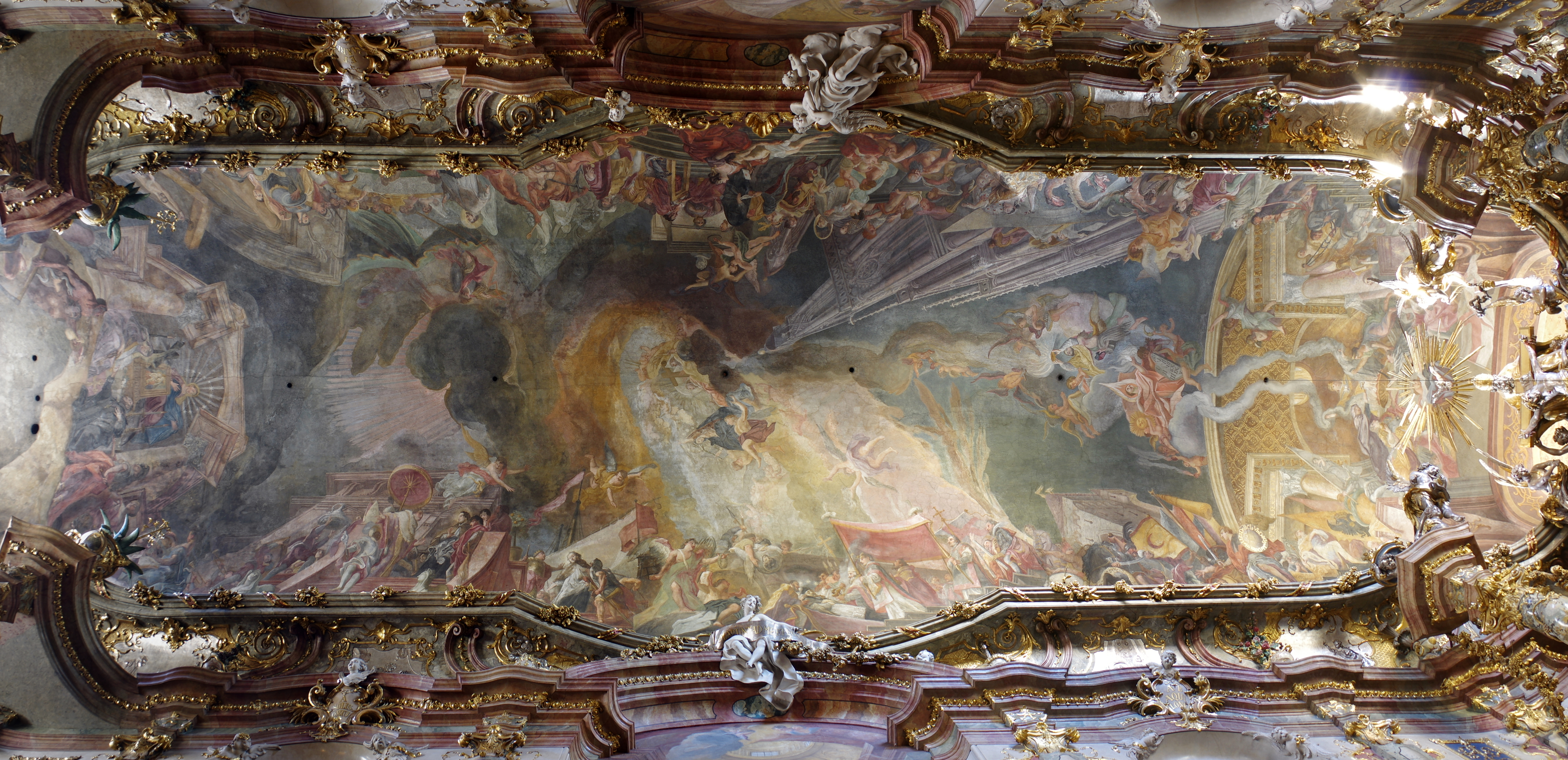
Deckengemälde
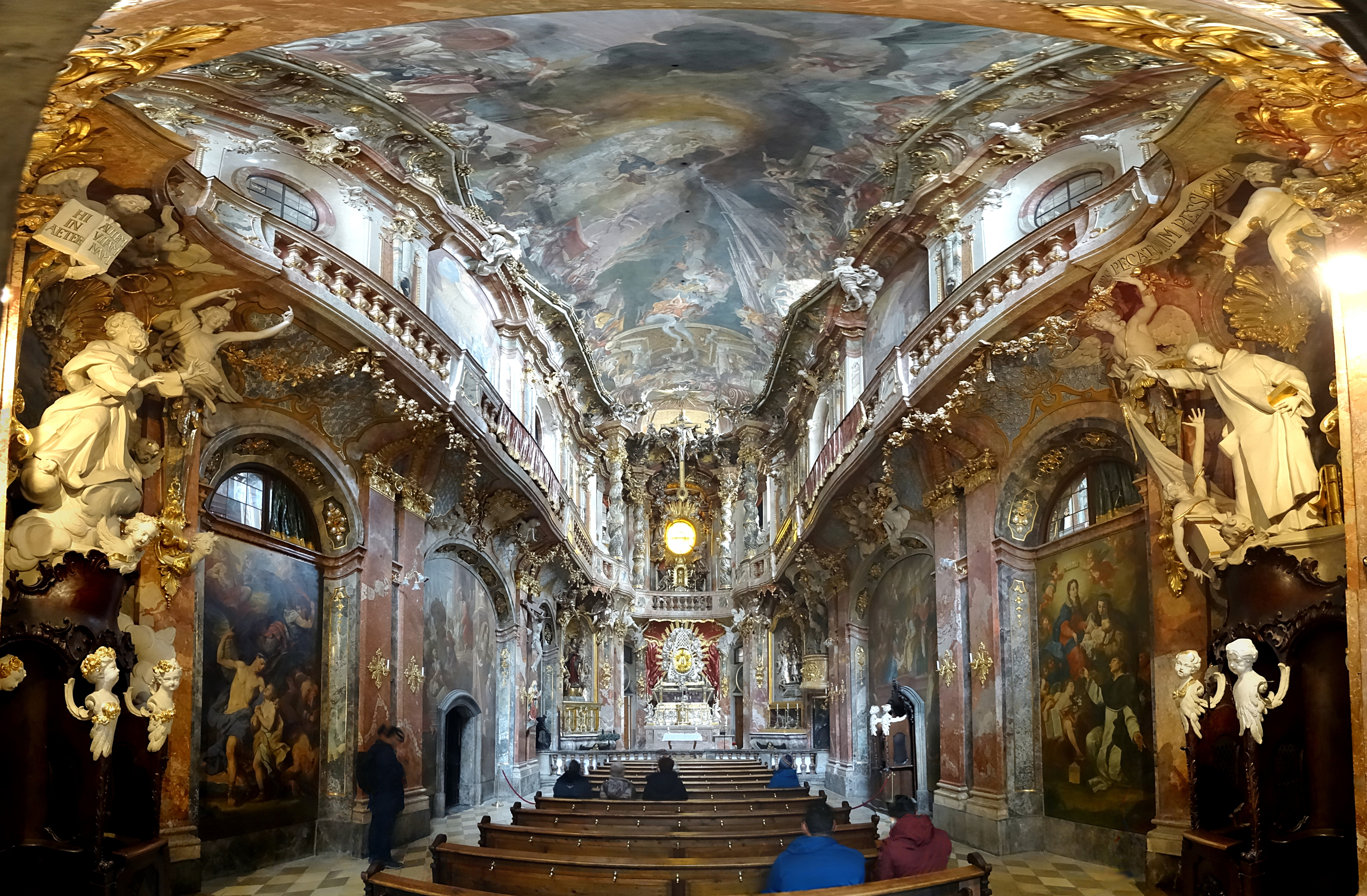
Innenraum-Panorama

## Orgel
Die Orgel wurde 1982 von Wilhelm Stöberl erbaut. Sie hat 16 Register auf zwei Manualen und Pedal mit mechanischen Schleifladen.
| I Hauptwerk C–g3 |       |
| Prinzipal        | 8′    |
| Rohrflöte        | 8′    |
| Oktav            | 4′    |
| Waldflöte        | 2′    |
| Sesquialtera II  | 2 ⁄3′ |
| Mixtur IV        | 1 ⁄3′ |

| II Brustwerk C–g3 |       |
| Copula            | 8′    |
| Hohlflöte         | 4′    |
| Principal         | 2′    |
| Quinte            | 1 ⁄3′ |
| Cymbal III        | 1′    |
| Hoboi             | 8′    |
| Tremulant         |       |

| Pedal C–f1 |     |
| Subbass    | 16′ |
| Oktavbass  | 8′  |
| Choralbass | 4′  |
| Fagott     | 16′ |

- Koppeln: II/I, I/P, II/P.

## Priesterhaus und Asamhaus
Das Priesterhaus, nördlich an die Kirche anschließend, ist ein fünfgeschossiger schmaler Spätbarockbau mit stuckierten Fensterrahmungen, ornamentalen Scheitelsteinen und reich profilierten Gurtgesimsen, wohl von Matthias Krinner, 1771–1773 erbaut. Südlich an die Kirche schließt sich das Asamhaus an.